# 阿祿古
阿祿古（?—1874年），是十九世紀中瑯𤩝（今屏東縣恆春鎮）地區一位排灣族的政治領袖，牡丹社的頭目。
1874年牡丹社事件爆發時，他和牡丹社族人、高士佛社族人與射不力社族人一同對抗大日本帝國海軍和海軍陸戰隊，最後和前頭目與20多名族人一同戰死於石門古戰場。